# Hidroximcglassonita-(K)
La hidroximcglassonita-(K) és un mineral de la classe dels silicats que pertany al grup de l'apofil·lita.

## Característiques
La hidroximcglassonita-(K) és un fil·losilicat de fórmula química KSr₄Si₈O₂₀(OH)(H₂O)₈. Va ser aprovada com a espècie vàlida per l'Associació Mineralògica Internacional l'any 2020, sent publicada per primera vegada el 2021. Cristal·litza en el sistema tetragonal. La seva duresa a l'escala de Mohs es troba entre 4,5 i 5.
Les mostres que van servir per a determinar l'espècie, el que es coneix com a material tipus, es troben conservades al Museu Mineral de la Universitat d'Arizona, a Tucson (Arizona), amb el número de catàleg: 22691, i al projecte rruff, amb el número d'espècimen: r200004.

## Formació i jaciments
Va ser descoberta a la mina Wessels, situada a la localitat de Hotazel, dins el camp de manganès del Kalahari (Cap Septentrional, Sud-àfrica), on es troba en forma de grans amb mida inferior als 0,05 mm. Aquesta mina sud-africana és l'únic indret de tot el planeta on ha estat descrita aquesta espècie mineral.